# Ранспак-ле-О
Ранспак-ле-О (фр. Ranspach-le-Haut) — коммуна на северо-востоке Франции в регионе Гранд-Эст (бывший Эльзас — Шампань — Арденны — Лотарингия), департамент Верхний Рейн, округ Мюлуз, кантон Сен-Луи. До марта 2015 года коммуна административно входила в состав упразднённого кантона Юненг (округ Мюлуз).
Площадь коммуны — 4,39 км², население — 528 человек (2006) с выраженной тенденцией к росту: 618 человек (2012), плотность населения — 140,8 чел/км².

## Население
Численность населения коммуны в 2011 году составляла 614 человек, а в 2012 году — 618 человек.
| 1962 | 1968 | 1975 | 1982 | 1990 | 1999 | 2006 | 2008 | 2011 | 2012 |
| ---- | ---- | ---- | ---- | ---- | ---- | ---- | ---- | ---- | ---- |
| 331  | 320  | 337  | 350  | 387  | 414  | 528  | 566  | 614  | 618  |

Динамика населения:

## Экономика
В 2010 году из 416 человек трудоспособного возраста (от 15 до 64 лет) 332 были экономически активными, 84 — неактивными (показатель активности 79,8 %, в 1999 году — 72,0 %). Из 332 активных трудоспособных жителей работали 313 человек (167 мужчин и 146 женщин), 19 числились безработными (8 мужчин и 11 женщин). Среди 84 трудоспособных неактивных граждан 29 были учениками либо студентами, 23 — пенсионерами, а ещё 32 — были неактивны в силу других причин.
На протяжении 2011 года в коммуне числилось 243 облагаемых налогом домохозяйства, в которых проживало 606 человек. При этом медиана доходов составила 34295 евро на одного налогоплательщика.

## Достопримечательности (фотогалерея)

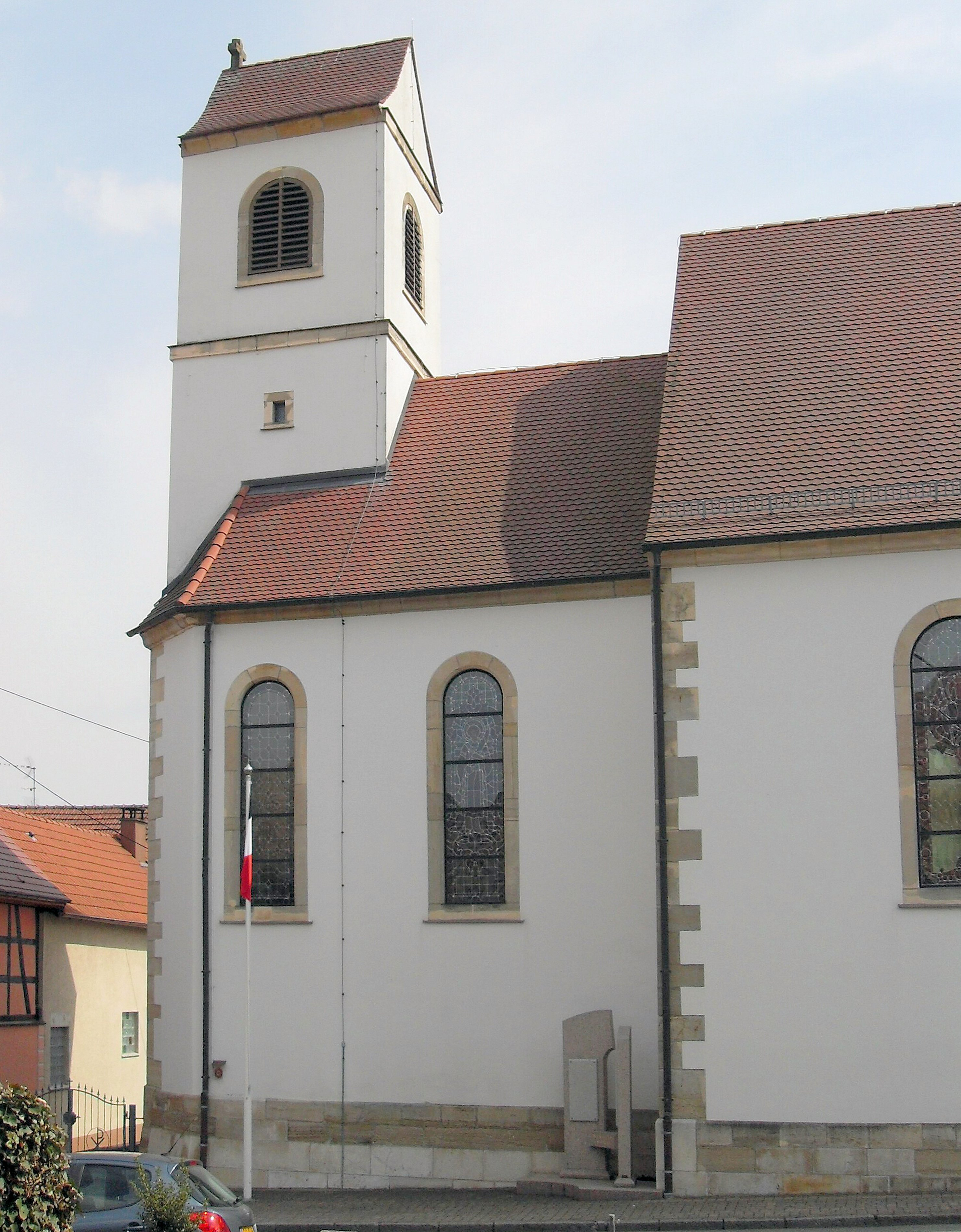
Церковь
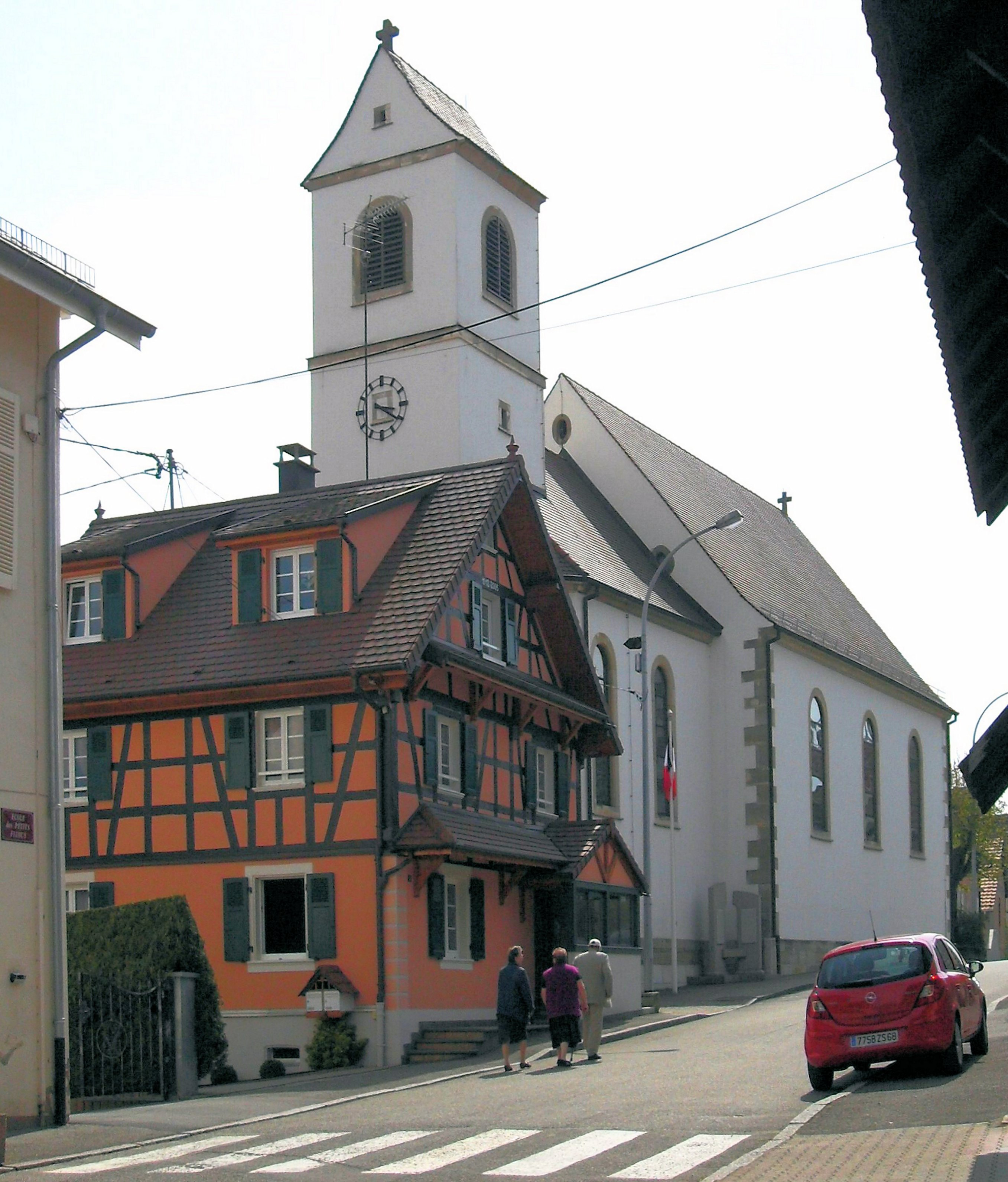
Колокольня